# Cortes (Surigao del Sur)
Cortes is een gemeente in de Filipijnse provincie Surigao del Sur op het eiland Mindanao. Bij de laatste census in 2007 had de gemeente bijna 16 duizend inwoners.

## Geografie

### Bestuurlijke indeling
Cortes is onderverdeeld in de volgende 12 barangays:
| - Balibadon - Burgos - Capandan - Mabahin - Madrelino - Manlico | - Matho - Poblacion - Tag-Anongan - Tigao - Tuboran - Uba |

## Demografie
Cortes had bij de census van 2007 een inwoneraantal van 15.913 mensen. Dit zijn 1.088 mensen (7,3%) meer dan bij de vorige census van 2000. De gemiddelde jaarlijkse groei komt daarmee uit op 0,98%, hetgeen lager is dan het landelijk jaarlijks gemiddelde over deze periode (2,04%). Vergeleken met de census van 1995 is het aantal mensen met 2.859 (21,9%) toegenomen.

De bevolkingsdichtheid van Cortes was ten tijde van de laatste census, met 15.913 inwoners op 127,08 km², 102,7 mensen per km².